# برايان كير (لاعب كرة قدم)
برايان كير (بالإنجليزية: Brian Kerr)‏ هو مدرب كرة قدم ولاعب كرة قدم أيرلندي، ولد في 3 مارس 1953 في دبلن في جمهورية أيرلندا. لعب مع نادي شيلبورن.